# Comephoridae
I Comephoridae sono una famiglia di pesci ossei appartenenti all'ordine Scorpaeniformes a cui appartiene il solo genere Comephorus con due specie.

## Distribuzione e habitat
Questa famiglia è endemica del lago Baikal in Siberia.
Sono pesci pelagici che si trovano in genere a profondità molto elevate (fino a 1600 metri). Si possono considerare veri e propri pesci abissali d'acqua dolce. Tuttavia alcuni individui, prevalentemente femmine, si possono trovare in superficie.

## Descrizione
Sono affini ai Cottidae ma hanno un aspetto peculiare, testa e bocca molto grandi, pinne pettorali molto ampie e a forma di ali, pinne ventrali assenti, prima pinna dorsale composta di raggi spinosi molto brevi, seconda pinna dorsale e pinna anale con raggi molli e lunghe fino al peduncolo caudale. Il corpo è privo di scaglie e traslucido, quasi vitreo. Lo scheletro è fortemente demineralizzato. La linea laterale nella regione cefalica forma un reticolo di cavità mucose che si aprono all'esterno con numerosi pori.
Misurano al massimo 20 cm.

## Biologia
Sono ovovivipari. Si riproducono alla fine dell'inverno. Si nutrono in prevalenza di anfipodi. Hanno un elevato contenuto di grassi (circa il 25%), questo fa sì che quando muoiono questi pesci galleggino e spesso finiscano per essere congelati nel ghiaccio superficiale del lago.

## Specie
- Genere Comephorus
  - Comephorus baikalensis
  - Comephorus dybowskii